# 东风地区
东风地区是中华人民共和国北京市朝阳区的一个地区办事处，同时保留东风乡名称，其行政事务机构实行“一套人马，两块牌子”的体制，地区办事处与乡政府合署办公。
东风地区位于北京市区东郊，亮马河以南的绿化隔离带地区。与之接壤的街道和地区有：西边六里屯街道、东边平房地区、东坝地区，南边八里庄、六里屯街道。面积7.38平方公里。

## 行政区划
东风地区下辖以下地区：
石佛营东里社区、东润枫景社区、石佛营西里社区、石佛营南里社区、将台洼社区、紫萝园社区、公园大道社区、泛海国际南社区、泛海国际北社区、观湖国际社区、豆各庄村、将台洼村、辛庄村和六里屯村。